# 7141 Bettarini
7141 Bettarini eller 1994 EZ1 är en asteroid i huvudbältet som upptäcktes den 12 mars 1994 av de båda italienska astronomerna Andrea Boattini och Maura Tombelli vid Cima Ekar-observatoriet. Den är uppkallad efter italienaren Otello Bettarini.
Asteroiden har en diameter på ungefär 7 kilometer och den tillhör asteroidgruppen Gefion.